# Rárós
Rárós (szerbül Милетићево / Miletićevo) település Szerbiában, a Vajdaságban, a Dél-bánsági körzetben, Zichyfalva községben.

## Népesség

### Demográfiai változások
| 1948 | 1953 | 1961 | 1971 | 1981 | 1991 | 2002 | 2011 |
| ---- | ---- | ---- | ---- | ---- | ---- | ---- | ---- |
| 1528 | 1510 | 1323 | 1025 | 811  | 650  | 622  | 497  |